# Ӳ
Ou avec double accent aigu (capitale Ӳ, minuscule ӳ) est une lettre de l’alphabet cyrillique employée par la langue tchouvache. Elle note la voyelle [y].

## Utilisation
En 1867, Nikolaï Zolotnitski (en) utilise la lettre ӳ pour le première fois en tchouvache, initialement avec deux points ‹ ӱ ›, remplaçant le digramme і᷍у utilisé auparavant. Cette lettre avec tréma est aussi utilisée par Ivan Yakovlev (en) dans son alphabet tchouvache de 1872. Iakovlev utilise le double accent aigu dans un abécédaire en écriture cursive de 1873 et Zolotnitski dans un dictionnaire tchouvache-russe de 1875.

## Représentation informatique
Le ou double accent aigu peut être représenté avec les caractères Unicode suivants :
- précomposé

| formes    | représentations | chaînes de caractères | points de code | descriptions                                      |
| --------- | --------------- | --------------------- | -------------- | ------------------------------------------------- |
| capitale  | Ӳ               | Ӳ                     | U+04F2         | lettre majuscule cyrillique ou double accent aigu |
| minuscule | ӳ               | ӳ                     | U+04F3         | lettre minuscule cyrillique ou double accent aigu |

- décomposé

| formes    | représentations | chaînes de caractères | points de code | descriptions                                                  |
| --------- | --------------- | --------------------- | -------------- | ------------------------------------------------------------- |
| capitale  | Ӳ               | У◌̋                    | U+0423 U+030B  | lettre majuscule cyrillique ou diacritique double accent aigu |
| minuscule | ӳ               | у◌̋                    | U+0443 U+030B  | lettre minuscule cyrillique ou diacritique double accent aigu |